# Großer Kellenberg

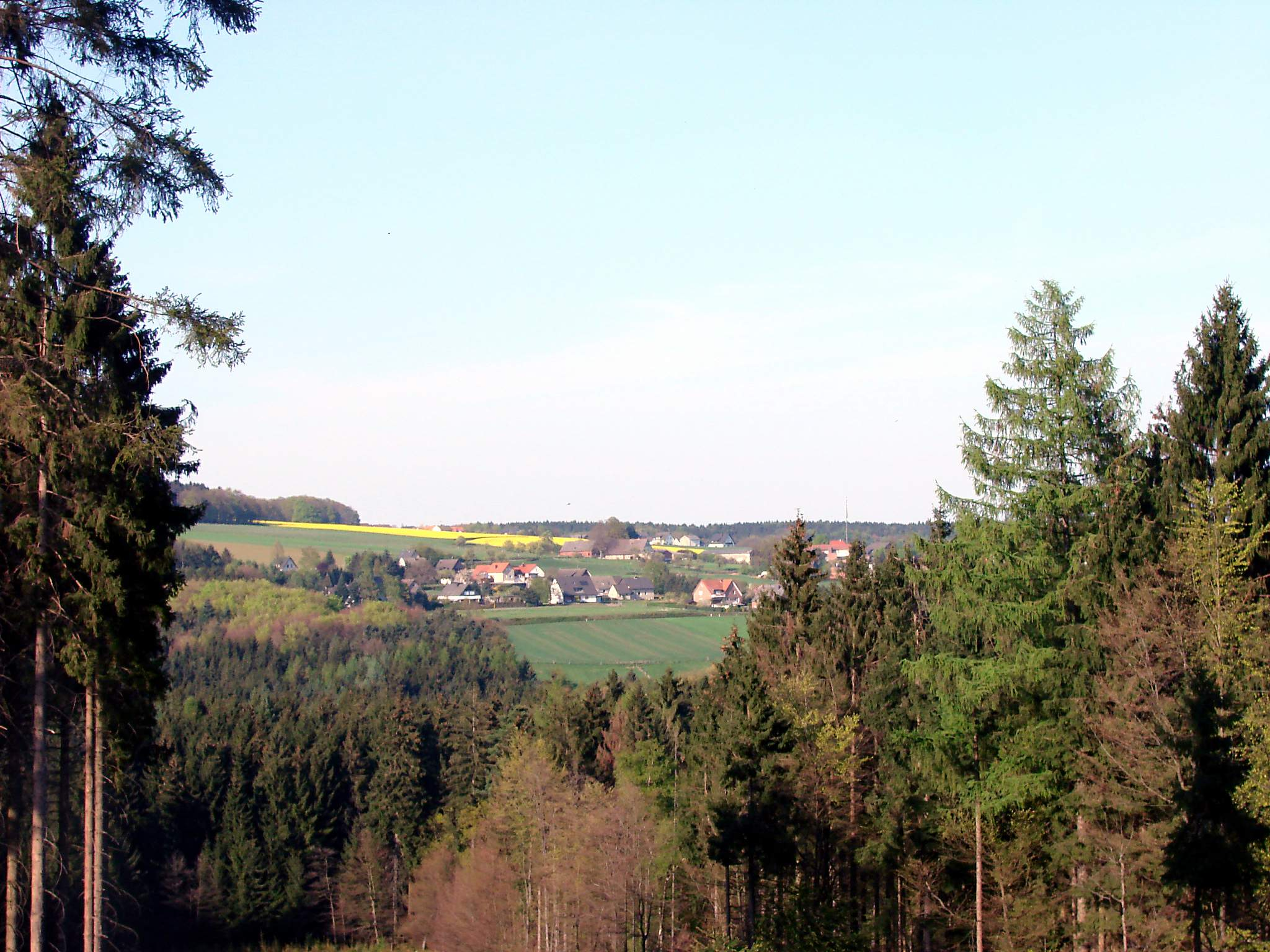
Blick vom Großen Kellenberg nordnordostwärts nach Büscherheide

Der Große Kellenberg ist eine 208 m ü. NHN hohe Erhebung im Wiehengebirge. Er ist die westlichste Erhebung auf dem Hauptkamm des bis 320 m hohen Gebirges, die höher als 200 m hoch ist, und die höchste im niedersächsischen Teil dieses Kamms. Die Erhebung liegt im Stadtgebiet von Melle im niedersächsischen Landkreis Osnabrück.

## Geographie

### Lage
Der Große Kellenberg liegt im Natur- und Geopark TERRA.vita, der sich insbesondere im Wiehengebirge und im Norden des etwas weiter südlich gelegenen Teutoburger Waldes ausbreitet. Er erhebt sich im Nordosten des Stadtgebiets von Melle, deren Kernstadt 10,3 km südwestlich vom Gipfel liegt.
Rund um die Erhebung befinden sich Buer (3,7 km südwestlich) mit den Orten Meesdorf (2,6 km westlich), Markendorf (2 km südwestlich) und Löhlingdorf (2,7 km südwestlich), die Ortslagen Linken (1,8 km südlich) und Eggendorf (2,1 km südsüdöstlich), die alle im Meller Stadtgebiet liegen, sowie Büscherheide (1,7 km nordöstlich) und Barkhausen (3,1 km nordwestlich) im Gemeindegebiet von Bad Essen. Außerdem gibt es an der Erhebung die Meller Bauerschaft Wildenberg (1,3 km nordöstlich) und die auf dem Südwesthang befindliche Meller Ansiedlung Thörenwinkel. Jenseits der 930 m südöstlich vom Gipfel verlaufenden Grenze zu Nordrhein-Westfalen liegen im Kreis Herford der Kernort der Gemeinde Rödinghausen (2,5 km südöstlich) sowie im Kreis Minden-Lübbecke der Preußisch Oldendorfer Stadtteil Börninghausen (3,5 km ostnordöstlich) mit der Ortslage Eininghausen (2,5 km nordöstlich).
Obwohl der Große Kellenberg die höchste Erhebung im niedersächsischen Teil des Gebirgshauptkamms ist, ist er nicht die höchste der Stadt Melle; diese liegt mit dem Diedrichsberg (219 m) in den Meller Bergen, einem Höhenzug südlich des Wiehengebirges. Die nächsthöhere Erhebung ist der 2,1 km ostsüdöstlich befindliche Nonnenstein (Rödinghauser Berg; 237,6 m), und 2 km nordwestlich liegt der Kleine Kellenberg (ca. 160 m). Auch der 3 km nördlich in der Egge, einem nördlichen Nebenhöhenzug des Wiehengebirges, gelegene Schwarze Brink (213 m) ist etwas höher.
Auf dem bewaldeten Großen Kellenberg liegen Teile des Landschaftsschutzgebiets Wiehengebirge und Nördliches Osnabrücker Hügelland (CDDA-Nr. 390425; 2009 ausgewiesen; 288,348 km² groß).

### Naturräumliche Zuordnung
Der Große Kellenberg gehört in der naturräumlichen Haupteinheitengruppe Unteres Weserbergland (Nr. 53) und in der Haupteinheit Östliches Wiehengebirge (532) zur Untereinheit Bad Essener Höhen (532.0). Die Landschaft leitet nach Norden in die Untereinheit Oldendorfer Berge (532.1) über. Nach Süden leitet sie durch das Tal des Drücke-Mühlenbachs in das Quernheimer Hügelland (531.01) über und nach Südwesten bis Westen in die Meesdorfer Höhen (531.00); beide Naturräume gehören in der Haupteinheit Ravensberger Mulde (Ravensberger Hügelland; 531) zur Untereinheit Quernheimer Hügel- und Bergland (531.0).

### Gewässer
Im Tal zwischen dem Großen Kellenberg und dem ostsüdöstlich liegenden Nonnenstein (237,6 m) befindet sich der Grüne See, der vom Drücke-Mühlenbach durchflossen wird. Nordnordöstlich der Erhebung entspringt zwischen Wildenberg und Büscherheide der Glanebach. Obschon auf dem Hauptkamm gelegen, verläuft über den Großen Kellenberg keine markante Wasserscheide, denn sowohl der Drücke-Mühlenbach und der Glanebach münden in die Hunte, die das Wiehengebirge 1,7 km westlich der Erhebung in Südsüdost-Nordnordwest-Richtung durchfließt.

### Höhe
Auf der topographischen Karte 1:50-000 ist seine Höhe, vermutlich irrtümlich, mit 211 m angegeben. Auf Karten mit kleinerem Maßstab kann allerdings nur eine Höhe von 208 m ermittelt werden.
Auch den Titel "westlichster 200er des Wiehen" kann der Berg nur dann für sich beanspruchen, wenn man den Schwarzen Brink nicht zum Wiehengebirge rechnet, denn dieser liegt rund 150 m westlicher.

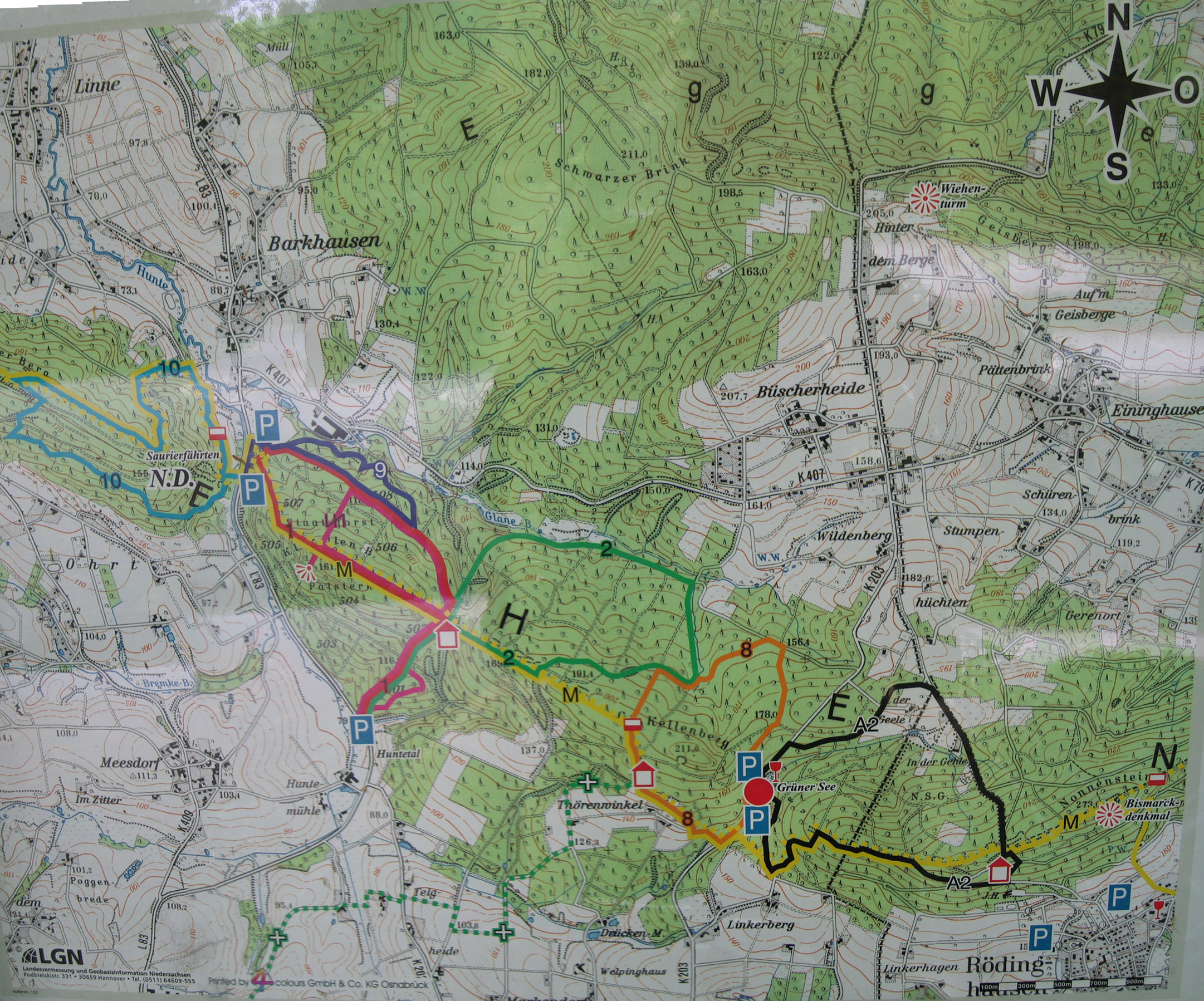
Großer Kellenberg mit Rundweg Nr. 8 (orange Linie)

## Verkehrsanbindung und Wandern
Unmittelbar östlich und südlich des Großen Kellenbergs verläuft – abschnittsweise im Tal des die Erhebung passierenden und den Grünen See durchfließenden Drücke-Mühlenbachs – zwischen der Bauerschaft Wildenberg und der Ortslage Linken in Nordnordost-Südsüdwest-Richtung die Kreisstraße 203 (Kellenbergstraße). In Seenähe liegt der Wandererparkplatz Grüner See, und am See steht die an Wochenenden bewirtschaftete Seehütte.
Durch die Ansiedlung Thörenwinkel am Südhang des Großen Kellenbergs verlaufen der Wittekindsweg, der Europäische Fernwanderweg E11 und der Meller Ringweg. Hier endet die 3. Etappe und beginnt die 4. Etappe des Wittekindsweges. Der Thörenwinkel ist auch Startpunkt des Südlichen Tourenwegs, der eine südliche Variante des Wittekindweges ist. Um die Erhebung führt der 3,13 km lange Rundweg Großer Kellenberg (8).

## Hügelgräber
Auf dem Ost- und Nordhang des Großen Kellenbergs liegen mehrere Hügelgräber.